# 26-та піхотна дивізія (Третій Рейх)
26-та піхотна дивізія (Третій Рейх) (нім. 26. Infanterie-Division) — піхотна дивізія Вермахту за часів Другої світової війни. 17 вересня 1944 переформована на 26-ту фольксгренадерську дивізію.

## Історія
26-та піхотна дивізія була створена 15 жовтня 1935 під час 1-ї хвилі мобілізації в Кельні в 6-му військовому окрузі (нім. Wehrkreis VI).

## Райони бойових дій
- Німеччина (жовтень 1935 — травень 1940);
- Люксембург (травень 1940);
- Бельгія (травень — червень 1940);
- Франція (червень 1940 — травень 1941);
- Генеральна губернія (травень — червень 1941);
- СРСР (центральний напрямок) (червень 1941 — серпень 1944).

## Командування

### Командири
- генерал-лейтенант Фріц Кюне (нім. Fritz Kühne) (1 квітня 1936 — 31 жовтня 1938);
- генерал-лейтенант Сигізмунд фон Ферстер (нім. Sigismund von Förster) (10 листопада 1938 — 15 січня 1941);
- генерал-лейтенант Вальтер Вайс (нім. Walter Weiß) (15 січня 1941 — 15 квітня 1942);
- генерал від інфантерії Фрідріх Візе (нім. Friedrich Wiese) (15 квітня 1942 — 5 серпня 1943);
- генерал-лейтенант Йоганнес де Бур (нім. Johannes de Boer) (5 серпня 1943 — 10 серпня 1944);
- генерал-майор Гайнц Кокотт (нім. Heinz Kokott) (10 серпня — 17 вересня 1944).

## Нагороджені дивізії
Нагороджені дивізії
Нагороджені Сертифікатом Пошани Головнокомандувача Сухопутних військ для військових формувань Вермахту за збитий літак противника (4)
- 18 листопада 1941 — 4-та рота 39-го піхотного полку за дії 5 листопада 1941 (№ 24);
- 16 травня 1942 — 2-га рота 26-го польового навчального полку за дії 24 січня 1942 (№ 98);
- 16 травня 1942 — 14-та рота 78-го піхотного полку за дії 26 грудня 1941 (№ 99);
- 16 травня 1942 — 26-та розвідувального батальйону за дії 11 січня 1942 (№ 108).

|  | Кавалери Золотого Німецького Хреста                                                                      | 100                                                       |
|  | Кавалери Срібного Німецького Хреста                                                                      | 1                                                         |
|  | Кавалери Лицарського хреста Залізного хреста з Дубовим листям                                            | 1 (№ 241 обер-лейтенант Вільгельм Ніггемеєр — 17.05.1943) |
|  | Кавалери Лицарського хреста Залізного хреста                                                             | 15                                                        |
|  | Кавалери Почесної Відзнаки Сухопутних військ «Почесна пряжка на орденську стрічку для Сухопутних військ» | 19                                                        |

- Нагороджені Сертифікатом Пошани Головнокомандувача Сухопутних військ (5)
- Нагороджені Сертифікатом Пошани Головнокомандувача Сухопутних військ за збитий літак противника (1)